# Clarice Vasini
Clarice Fortunata Pellegrina Vasini, chiamata comunemente Clarice Vasini (Bologna, 1732 – Bologna, 1823), è stata una pittrice e scultrice italiana attiva in ambito bolognese.

## Biografia
Nipote da parte di madre del pittore barocco Antonio Calza che le dette fin dall'infanzia un'educazione artistica, Clarice Fortunata Pellegrina Vasini nacque a Bologna nel 1732 da Cristina Carla Teresa Calza e da Carlo Vasini e visse «in patria».
Apprese i rudimenti del disegno e della pittura da Mariano Collina, pittore mediocre. In seguito si formò alla scultura con Filippo Balugani e Domenico Piò, nella cui bottega conobbe il suo futuro marito, anch'egli cresciuto in una famiglia di artisti.
Nonostante le «discriminazioni educative» e le difficoltà che Vasini e altre artiste come Lucia Casalini Torelli dovettero affrontare, come racconta Luigi Crespi proseguendo idealmente il censimento dei pittori bolognesi iniziato da Carlo Cesare Malvasia, Clarice Vasini, «portata dal suo naturale allo studio del disegno, ha talmente profittato in esso, che oltre l'essere giunta a dipingere competentemente, lavora ancora di scultura, veggendosi molte operazioni del suo talento prodotte.»

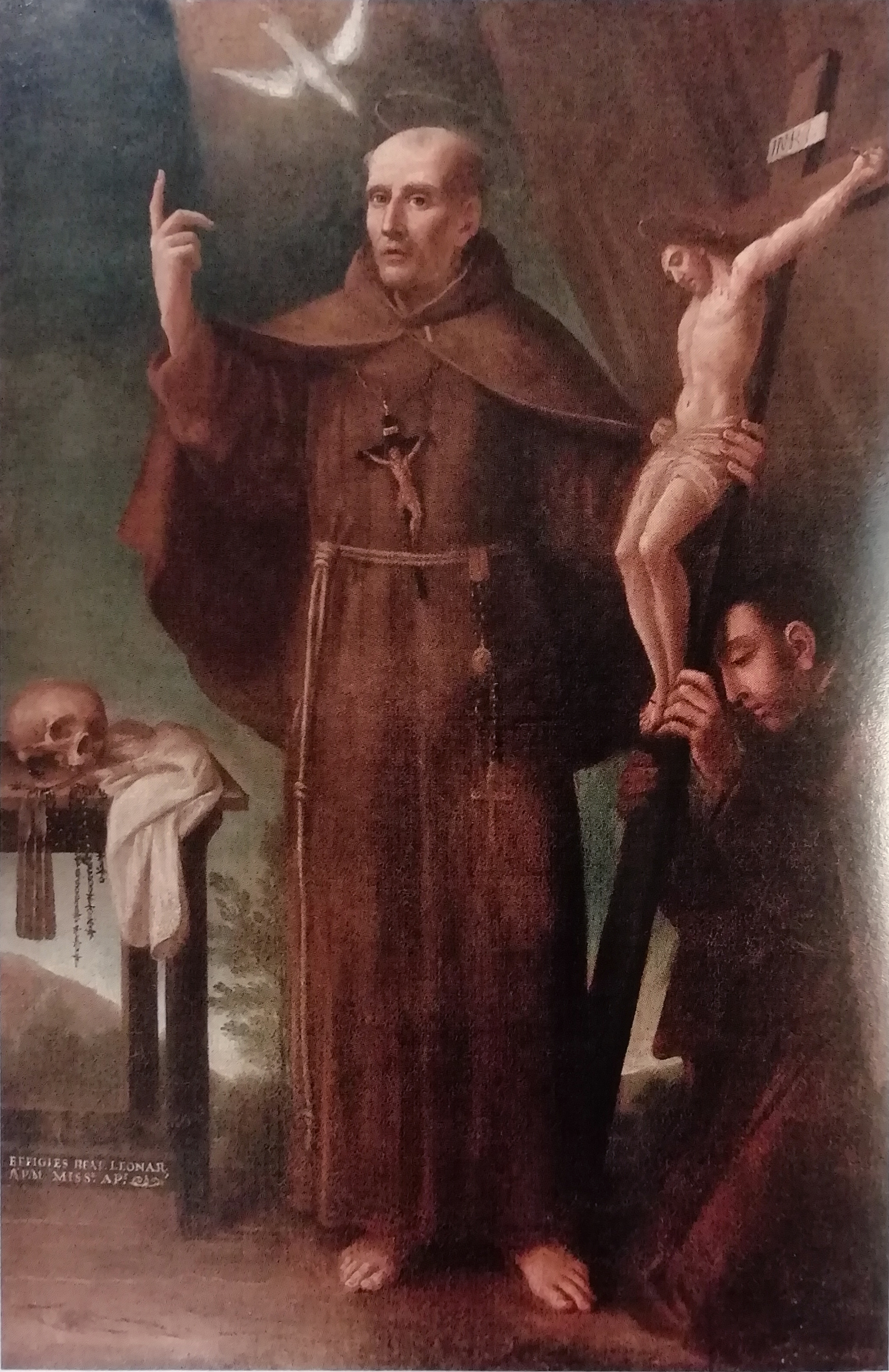
San Leonardo da Porto Maurizio, olio su tela, 1763, proveniente dalla sacrestia della chiesa di San Paolo in Monte dell'Osservanza

«Valente in pittura e in scultura», fu soprattutto in merito a quest'ultima arte che le venne riconosciuta una «grande abilità», tanto che il 5 ottobre 1763 le fu attribuito il titolo di membro onorario dell'Accademia Clementina.
La sua attività artistica è documentata negli anni Sessanta del Settecento. La scultrice in un primo tempo ripropose il «gusto manierato dei maestri di primo Settecento», successivamente si avvicinò al «fare sciolto e delicatamente naturalistico che avrebbe caratterizzato la generazione successiva.» Vasini adottò le tecniche tipiche della tradizione emiliana dell'epoca post-tridentina, quali lo stucco, la cartapesta, la terracotta colorata e la cera, che «venivano impiegate in occasione di apparati effimeri, processioni, "macchine per esequie" e "sepolcri" allestiti durante la settimana santa, alla cui realizzazione partecipavano i più noti architetti, scenografi, scultori e pittori.»
La scultrice realizzò numerose figure a soggetto religioso, alcune delle quali furono spostate dalle chiese di origine durante le spoliazioni napoleoniche o a seguito di altre vicende.
In una cappella interna della chiesa della certosa di San Girolamo di Casara, forse la cappella di San Girolamo o delle Reliquie, si conservava negli anni venti dell'Ottocento una statua del beato Leonardo da Porto Maurizio in terra cotta, o creta cotta, «conosciuta per il pregio della somiglianza» e collocata in origine nella Chiesa dell'Osservanza di Bologna. Sempre nella chiesa di San Paolo in Monte dell'Osservanza, alla fine del Settecento erano ancora presenti una sua statua di San Francesco con angeli sopra un panco laterale presso l'altare e due suoi busti di San Francesco e Sant'Antonio sopra gli usci del coro. In una cappelletta a forma di grotta nel bosco dell'Osservanza era situata un'altra creta cotta raffigurante Leonardo da Porto Maurizio. Nel 1769 Luigi Crespi citava le statue di Santi a tutto tondo nella chiesa de' Riformati di Bologna, ossia la chiesa di San Paolo in Monte dell'Osservanza. Risalendo ancora indietro nel tempo, Fra' Luigi Ranieri, nelle sue Memorie del convento dell'Osservanza, annotava i cambiamenti avvenuti nel 1764, tra cui la collocazione della statua di San Leonardo da Porto Maurizio di Clarice Vasini in sacrestia, forse appena commissionata, e citava la presenza di altre tre statue della scultrice «collocate sopra il tamburro della porta laterale della chiesa».
In occasione delle celebrazioni del Giovedì santo del 1766, Clarice Vasini ricevette una commissione per la chiesa della Beata Vergine della Grata, a cui furono chiamati a lavorare anche Vincenzo Martinelli e Giacomo Santini con loro opere. Per l'evento Vasini realizzò un gruppo statuario in stucco collocato nel «sepolcro di Nostro Signore» della chiesa, «riscuotendone il dovuto plauso». Per la medesima processione del Santo Sepolcro, Marcello Oretti indica più precisamente «quattro statue in stucco e cartapesta», raffiguranti «il "Redentore in foggia di ortolano", la "Maddalena prostrata e un angioletto sopra" in stucco policromo, due per l'interno "la Perseveranza e la Carità, finte di bianco marmo"».
Tra le sue opere plastiche, Luigi Crespi elenca anche una statua "naturale" della beata Vergine addolorata nella Chiesa dei Servi di Maria del Castello di San Martino d'Este, una statua di san Pasquale nella Chiesa dei Riformati nel Castello di Medicina e una statua della beata Vergine nelle scale del convento di San Giorgio di Bologna, quest'ultima del 1765 e acquistata sul mercato antiquario per entrare nelle collezioni della Fondazione Carisbo. Questa statua della beata Vergine, o Madonna addolorata, è caratterizzata da «una ripresa di quella propensione ad effetti posati e naturalistici cari all'iconografia sacra (...) , gesti che rimandano alla tradizione pittorica cinque e seicentesca, dal Correggio al Guercino passando per i Carracci, piuttosto che a quella plastica.» Tuttavia, alcuni rimandi al tardo rococò di Angelo Gabriello Piò, del Monti e del Bigari si ritrovano nei tratti delle dita e del profilo della Vergine, «mentre il morbido modellare dei panneggi e delle pieghe è già presago della ventata classicista anti-rococò che si delinéeerà in maniera più chiara a partire dagli anni Sessanta.»
Stimata dal pittore Antonio Crespi, poco si sa della sua attività di pittrice. Le opere sono probabilmente in collezioni private. Un solo dipinto le è finora attribuito. Come riportato da Marcello Oretti, oltre alle statue i frati dell'Osservanza commissionarono a Vasini anche un ritratto dipinto di padre Leonardo da Porto Maurizio, che sembra ispirarsi a un dipinto di Pierre Subleyras, noto all'epoca grazie all'incisione di A. Baldi. Il quadro fu esposto nel 1763 nella chiesa di Santa Maria del Carrobbio e dall'anno seguente nella sacrestia della chiesa di San Paolo in Monte dell'Osservanza, in cui si trovava ancora nel 1769. Il successo del dipinto fu tale che vennero dedicati alla pittrice ben due sonetti pubblicati.
Vasini si spense nel 1823.

### Vita privata
La scultrice fu sposata a un certo Pignoni, per questo alcune fonti la indicano come Clarice Vasini Pignoni o Vasini Clarice in Pignoni.

### La notorietà, l'oblio e la "riscoperta"

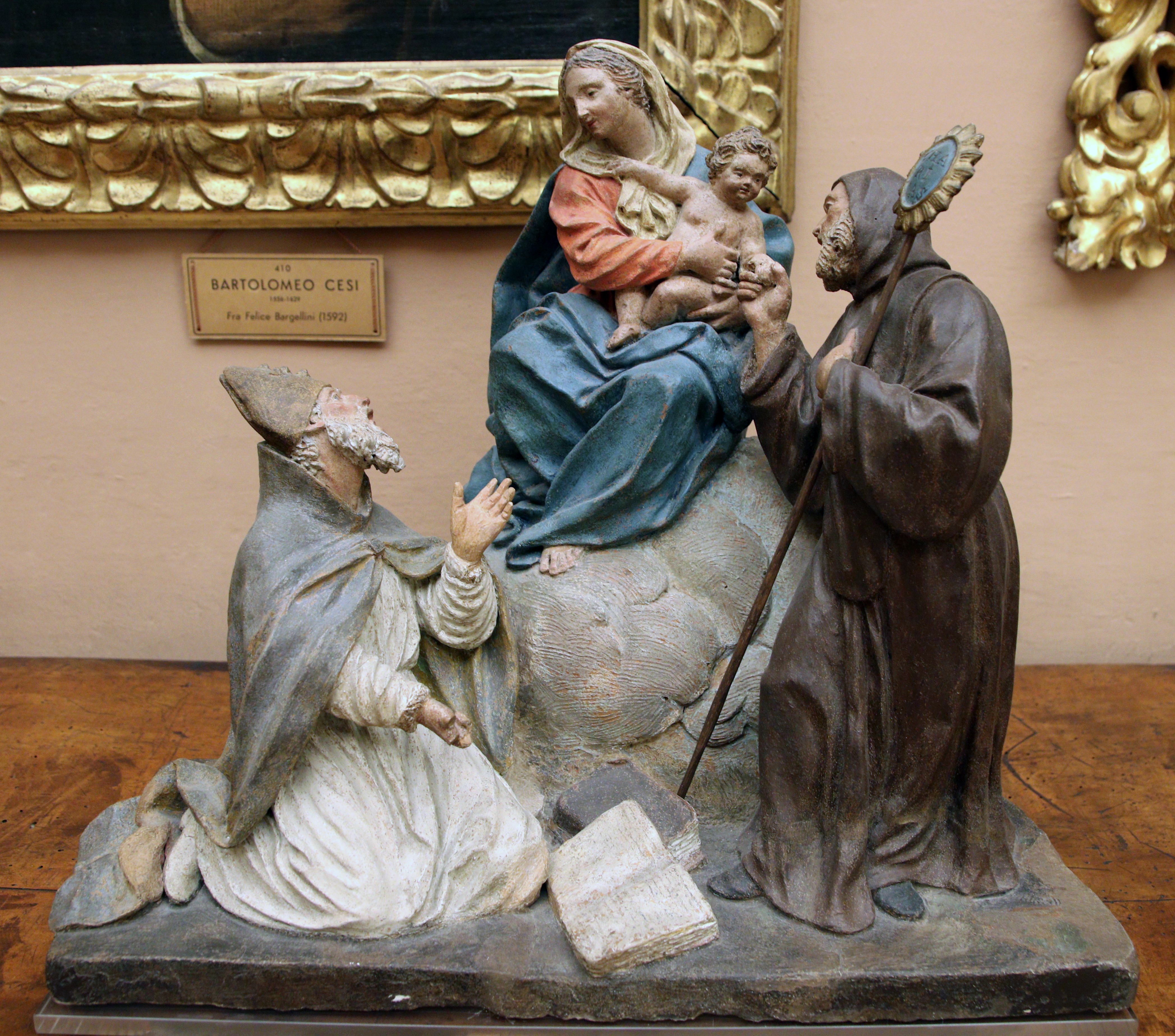
Madonna in gloria fra i santi Agostino e Francesco di Paola al museo Davia Bargellini

Artista affermata nel XVIII secolo, Vasini rappresenta una delle rare donne della sua epoca ad aver svolto una carriera professionale sia come pittrice che come scultrice.
Caduta a lungo nell'oblio al pari della pittrice Eleonora Monti tra le altre, Clarice Vasini è stata timidamente "riscoperta" a partire dagli anni Duemiladieci grazie all'interesse portato verso le terrecotte bolognesi, tra cui figura una sua opera già nota, conservata nelle collezioni del museo Davia Bargellini, a cui si sono aggiunti due gruppi plastici raffiguranti l'Annunciazione e la Pietà. Probabilmente, alla "riscoperta" di Vasini hanno contribuito anche il rinnovato interesse per le artiste e la volontà di donare visibilità al loro lavoro, dans l'air du temps.
Come ricordato sul sito Genus Bononiae, «se ancora tutta da ricostruire è l'attività pittorica, negli ultimi anni si sta raccogliendo attorno al suo nome un discreto numero di sculture firmate e documentate.» Il lavoro degli storici dell'arte è ancora in corso.

## Opere
Segue una lista non esaustiva delle sue opere. Alcune informazioni sulle collocazioni, tratte da pubblicazioni d'epoca, potrebbero non essere più attuali.
Sculture
- statua di San Leonardo da Porto Maurizio, in terra cotta, in origine nella chiesa dell'Osservanza[13][17], dispersa?[2]
- statua di San Leonardo da Porto Maurizio, in creta cotta, in origine nella cappella nel bosco della chiesa dell'Osservanza[18], dispersa?[2]
- statua dell'Estasi di San Francesco con angeli, terra cotta policroma, in origine nella chiesa dell'Osservanza[18], chiesa parrocchiale di Medicina[2]
- busto di San Francesco, in origine chiesa dell'Osservanza[18], disperso[2]
- busto di Sant'Antonio, in origine chiesa dell'Osservanza[18], disperso[2]
- statue di Santi a tutto tondo, in origine nella chiesa dell'Osservanza[5][19]
- statua della beata Vergine addolorata, in origine nella Chiesa dei Servi di Maria nel Castello di San Martino d'Este[5][25]
- statua processionale di san Pasquale Baylon, cartapesta, in origine nella chiesa dei Riformati nel Castello di Medicina[5], dispersa[2]
- statua della beata Vergine, o Madonna addolorata, terracotta dipinta, in origine nel convento di San Giorgio di Bologna a San Giorgio in Poggiale, Collezioni Carisbo, 1765[5][29]
- gruppo statuario in stucco e cartapesta, in origine per il sepolcro di Nostro Signore, nella chiesa della Beata Vergine della Grata, 1766[5][20]
statua del Redentore in foggia di ortolano
statua della Maddalena prostrata e un angioletto sopra, stucco policromo
statua della Perseveranza, finta di marmo bianco
statua della Carità, finta di marmo bianco
- gruppo scultoreo del Compianto sul Cristo morto con san Francesco, terracotta policroma[30], chiesa arcipretale di San Mamante a Medicina[2]
- statua della Madonna annunciata, o dell'Annunciazione, terracotta modellata e dipinta[31], chiesa arcipretale di San Mamante a Medicina[2]
- scultura di San Gabriele Arcangelo annunciante, terracotta dipinta, Diocesi di Bologna[32]
- scultura della Madonna di Loreto sorretta da angeli sopra le nuvole, terracotta policroma, collezione privata[33][34]
- terracotta, museo Davia Bargellini[24]
- gruppo dell'Annunciazione, terracotta policroma, museo Davia Bargellini[24]
- gruppo della Pietà, terracotta policroma, museo Davia Bargellini[24]
- Zerbinotto, collezione privata[24], Modena, Collezione Guandalini[22]
- Vergine col Bambino, sant'Agostino e san Francesco da Paola, Museo Davia Bergellini[35]
- Giovane signore, parte di un presepe, collezione Guandalini Kabaivanska di Modena[35]

Pitture
- San Leonardo da Porto Maurizio, olio su tela, 1763, in origine nella sacrestia della chiesa di San Paolo in Monte dell'Osservanza[5][17]

## Mostre
- Statuette: presepi storici della tradizione bolognese dalle Collezioni d'Arte e di Storia della Fondazione Carisbo, Casa Saraceni, dal 20 dicembre 2018 al 20 gennaio 2019
- Felsina sempre pittrice, Bologna, Casa Saraceni, dal 16 settembre 2016 al 27 novembre 2016[29][36]
- Dalle Collezioni d'Arte e di Storia della Fondazione Carisbo: antiche statuette in terracotta di presepi bolognesi , palazzo d'Accursio (?), dal 16 dicembre 2015 al 10 gennaio 2016[37]
- Il fascino della terracotta, Cesare Tiazzi (1743 – 1809), uno scultore tra Cento e Bologna, Pinacoteca civica di Cento, Palazzo del Governatore, dal 26 novembre 2011 all'11 marzo 2012